# Woiwodschap Łódź
De woiwodschap Łódź (Pools: Województwo łódzkie, uitspraak: [vɔjɛˈvut͡stfɔ ˈwut͡skʲɛ], ong. vojevoetstfo woetskië) is een woiwodschap van Polen, vernoemd naar de hoofdstad Łódź. De woiwodschap is ontstaan op 1 januari 1999 door de fusie van de vroegere woiwoschappen Łódź, Sieradz, Piotrków Trybunalski, Skierniewice en voor een gedeelte Płock.
Łódź bevindt zich in het centrum van Polen. Het oppervlak is 18.219 km² en met 2.362.500 inwoners (2023) zorgt dat voor een bevolkingsdichtheid van 129,7 inwoners per vierkante kilometer.

## Bevolking
De woiwodschap Łódź telt 2.488.417 inwoners op 31 december 2016. Daarvan wonen er ongeveer 1,57 miljoen in steden en ongeveer 921 duizend op het platteland. In het jaar 2016 werden er 22794 kinderen geboren, terwijl er 30213 mensen stierven. De natuurlijke aanwas bedroeg -7419 mensen. Het geboortecijfer is laag en bedraagt 9,2‰. Het sterftecijfer is het hoogst in Polen en bedraagt 12,1‰. Dat correspondeert een bevolkingsafname van -3,0‰ vanwege denataliteit. De natuurlijke aanwas (-3,0‰) is het laagst in Polen. Net als elders in Polen is ook het geboortecijfer in de woiwodschap Łódź hoger op het platteland (9,6‰) dan in de steden (8,9‰). Het sterftecijfer op het platteland (11,8‰) is een stuk lager dan in steden (12,4‰). De natuurlijke bevolkingsaanwas in steden (-3,4‰) is lager dan op het platteland (-2,2‰).

## Grootste steden
steden met meer dan 20.000 inwoners in 2012
1. Łódź - 725.055 (294,39 km²)
2. Piotrków Trybunalski - 76.505 (67,26 km²)
3. Pabianice - 68.922 (32,98 km²)
4. Tomaszów Mazowiecki - 65.834 (41,30 km²)
5. Bełchatów - 60.222 (34,63 km²)
6. Zgierz - 58.163 (42,32 km²)
7. Skierniewice - 48.658 (32,86 km²)
8. Radomsko - 48.133 (51,45 km²)
9. Kutno - 46.177 (33,59 km²)
10. Zduńska Wola - 44.073 (24,58 km²)
11. Sieradz - 43.749 (51,22 km²)
12. Łowicz - 29.770 (23,41 km²)
13. Wieluń - 23.908 (16,90 km²)
14. Opoczno - 22.493 (24,76 km²)
15. Ozorków - 21.155 (15,47 km²)
16. Aleksandrów Łódzki - 20.437 (13,47 km²)

## Bestuurlijke indeling
Łódź is onderverdeeld in 24 powiats (districten of kantons), waaronder drie stedelijke.
Stedelijke powiat
- Łódź
- Piotrków Trybunalski
- Skierniewice

Powiat:
- Bełchatów
- Brzeziny
- Kutno
- Łęczyca
- Łask
- Łowicz
- Łódź (Oost)
- Opoczno
- Pabianice
- Pajęczno
- Piotrków
- Poddębice
- Radomsko
- Rawa
- Sieradz
- Skierniewice
- Tomaszów
- Wieluń
- Wieruszów
- Zduńska Wola
- Zgierz

Stadsdistricten:
Łódź · Piotrków Trybunalski · Skierniewice

Districten:
Bełchatów · Brzeziny · Kutno · Łask · Łęczyca · Łowicz · Łódź Oost · Opoczno · Pabianice · Pajęczno · Piotrków · Poddębice · Radomsko · Rawa · Sieradz · Skierniewice · Tomaszów Mazowiecki · Wieluń · Wieruszów · Zduńska Wola · Zgierz
Ermland-Mazurië · Groot-Polen· Heilig Kruis · Klein-Polen · Koejavië-Pommeren · Łódź · Lublin · Lubusz · Mazovië · Neder-Silezië · Opole · Podlachië · Pommeren · Silezië · Subkarpaten · West-Pommeren